# Arubaini
Arubaini, Arubani, Uarubaini, Uarubani (urart. D 'a-(a-)ru-ba-(i-)ni / u-a-ru-ba-ni) – naczelne kobiece bóstwo urartyjskie, małżonka Chaldiiego. Zgodnie z napisami na urartyjskich tabliczkach glinianych ofiarę dla Arubaini stanowiły jedna krowa i jedna owca. Prawdopodobnie była boginią płodności.
Arubaini została wspomniana jako Bagbartu lub Bagmasztu w opisie wyprawy wojennej Sargona II do Urartu w 714 roku p.n.e. Początkowo uważano, że Bagbartu było odrębnym bóstwem, nienależącym do panteonu urartyjskiego. Istniał pogląd, że było lokalnym bóstwem opiekuńczym miasta Musasir. Jednak badania wykazały, że Bagbartu to jedno z imion Arubaini. Według E.A. Grantowskiego odmiana imienia Bagmasztu ma pochodzenie irańskie i wywodzi się z imienia Baga-mazda, w którym „Baga” oznacza „pan”, „bóg”, a "mazda" – „mądry”, „wszechwiedzący”.